# Baryprostha bellua
Baryprostha bellua är en insektsart som beskrevs av Karsch 1891. Baryprostha bellua ingår i släktet Baryprostha och familjen vårtbitare. Inga underarter finns listade i Catalogue of Life.